# Gustav Barth

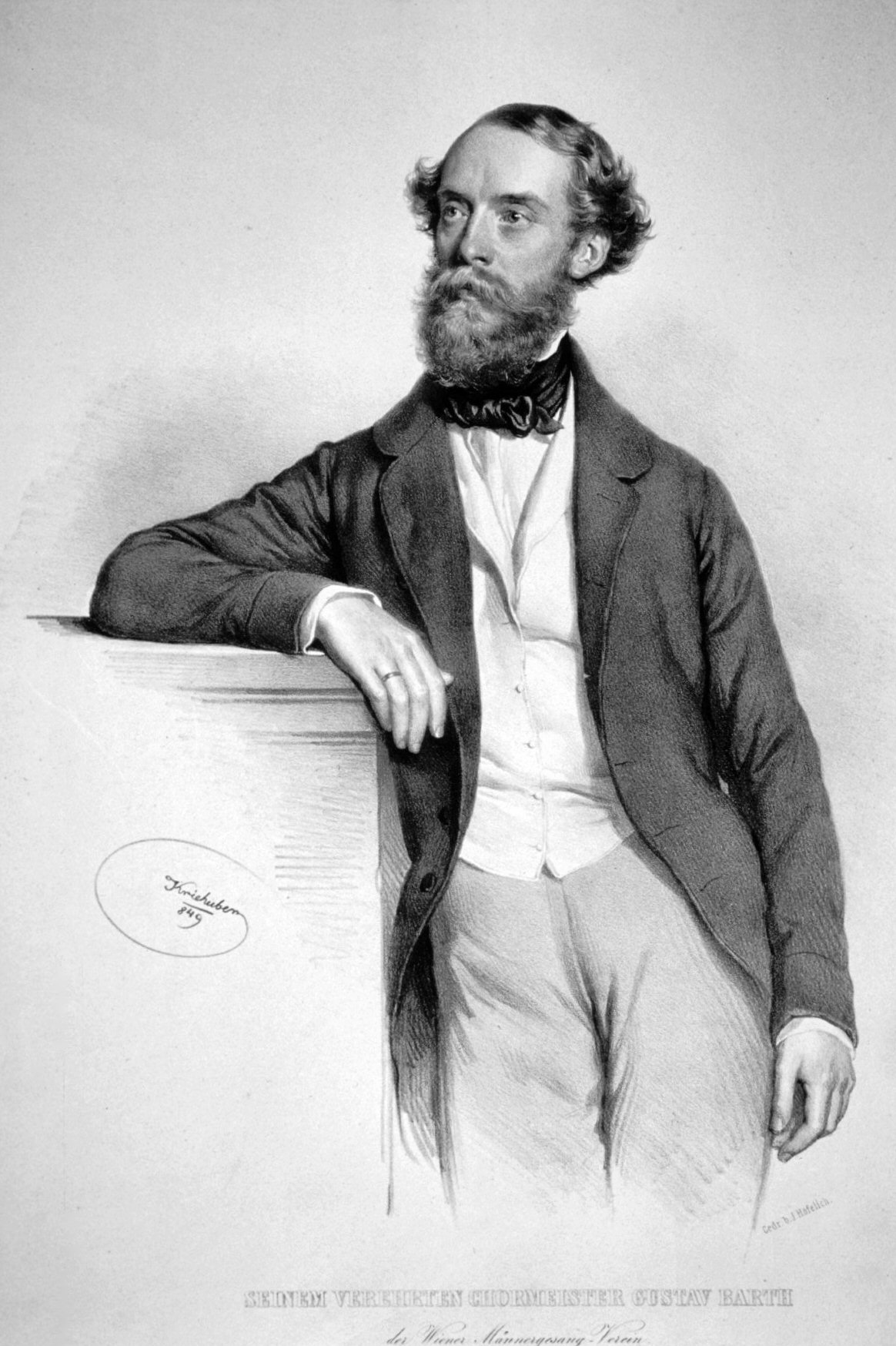
Gustav Barth, Lithographie von Josef Kriehuber, 1849

Thaddäus Joseph Franz Gustav Barth (* 2. September 1811 in Wien; † 11. Mai 1897 in Frankfurt am Main) war ein österreichischer Liederkomponist, Pianist und Chorleiter.

## Leben
Gustav Barth kam als Sohn des k. k. Hofkapellsängers Joseph Barth, der für Fürst Schwarzenberg arbeitete, zur Welt. Er genoss schon sehr früh eine gründliche musikalische Ausbildung. Im Alter von 5 Jahren spielte er bereits einfache Klavierstücke. Er besuchte das Gymnasium und gleichzeitig Vorlesungen über das Spiel von Orgel- und Generalbaß bei St. Anna Drechsler. Autodidaktisch begann er mit der Komposition von Liedern und Tänzen. Später nahm er Unterricht bei Adalbert Gyrowetz und Ignaz von Seyfried, unter anderem in Harmonielehre. Dann studierte er in Prag zwei Semester Philosophie, anschließend in Wien Jura und wechselte dort nach einem Jahr zur Medizin.
Ab 1835 widmet Barth sich ganz der Musik. 1838 lernte er die berühmte k. k. Hofopernsängerin Anna Maria Wilhelmine van Hasselt-Barth kennen und heiratete sie 1840. Sie ließ sich jedoch einige Jahre später scheiden. Aus dieser Ehe ging die Tochter Johanna van Hasselt-Barth (1841–1918) hervor, welche später eine bekannte Opernsängerin wurde. 1843 bis 1854 leitete Barth den Wiener Männergesang-Verein, der unter seiner Leitung bald ein beachtliches Niveau erreichte. Er war auch ein bedeutender Liedkomponist seiner Zeit. Zu seinen bekannten Werken zählen der Zyklus Waldklänge, die Vertonung von Johann Nepomuk Vogls Ade, du grüner Tannenwald  und mehrstimmige Männergesangsstücke wie Mein Herz ist im Hochland (Robert Burns). Seit dem Ende der 1850er Jahre war er nassauischer Hofkonzertmeister in Wiesbaden.
Nach seiner Pensionierung ließ er sich in Frankfurt am Main nieder.
Der zeitgenössische Musikkritiker Eduard Hanslick lobte, dass Barth insbesondere bei Liebesliedern die Empfindungen «in warmer, anmuthiger Weise wieder[gäbe], fern von jener trivialen Sentimentalität, die sich heut zu Tage so gern für Gefühlstiefe ausgibt».